# Gorytes neglectus
Gorytes neglectus  (лат.) — род песочных ос рода Gorytes из подсемейства Bembicinae (триба Bembicini). Палеарктика: Европа, Россия (от Москвы до Сахалина), Казахстан, Корея, Япония.

## Описание
Мелкие осы (около 1 см), чёрные с желтоватыми отметинами. Клипеус и верхняя губа жёлтые. Верхняя часть лба матовая. 
Срединное поле промежуточного сегмента морщинистое. Медиальная жилка заднего крыла начинается перед концом субмедиальной ячейки. Ацетабулярный киль короткий. Мезоплевры с омалюсами и стернаулюсами. У самок 1-й членик передней лапки с 2 щетинками на боковой поверхности. 
Гнездятся в земле. Личинок кормят мелкими цикадками (Auchenorrhyncha)
.